# Франко-тунисская война
Франко-тунисская война или Завоевание Туниса Францией (фр. Conquête de la Tunisie par la France) — захват французами Туниса и подавление ими вспыхнувшего там антиколониального восстания. Над Тунисом был установлен французский протекторат.

## Предыстория
После завоевания в 1574 году Тунис стал провинцией Османской империи, хотя и имел большую автономию под властью бея. Французы хотели взять под свой контроль Тунис, который соседствовал с их существующей колонией Алжиром, и подавить там итальянское и британское влияние. На Берлинском конгрессе в 1878 году была достигнута дипломатическая договоренность о том, что Франция захватит Тунис, а Великобритания получит контроль над Кипром.

## Ход войны
Поводом к вторжению французских войск в Тунис послужили набеги племён кумиров, обитавших на севере страны, в приграничные районы Алжира, колонии Франции. 

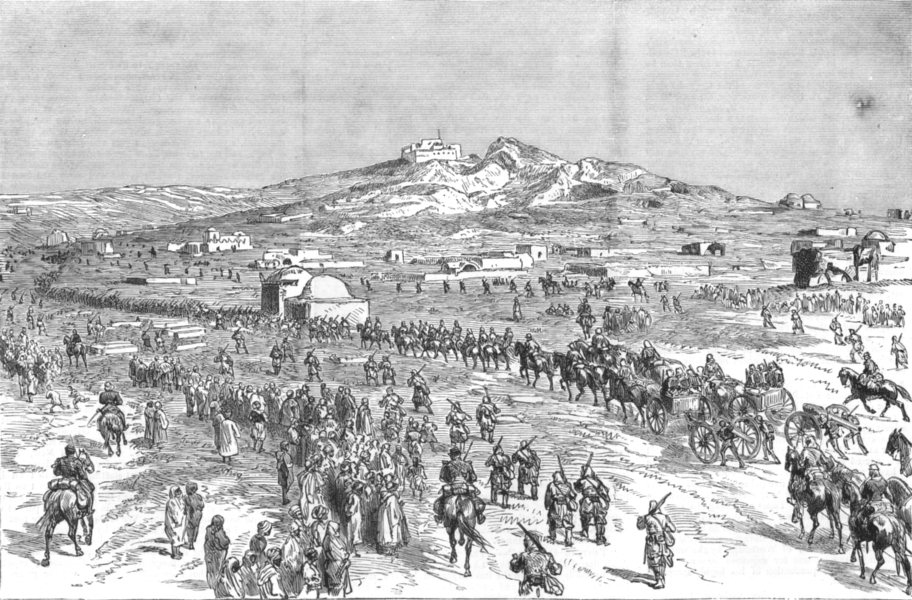
Французские войска входят в Тунис

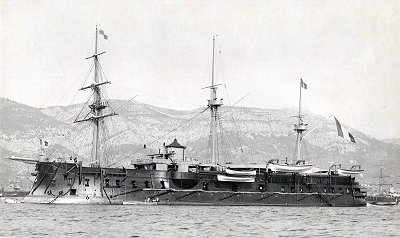
Французский броненосец «Кольбер»

12 марта 1881 года эскадра французского флота начала боевые действия, а из Алжира в страну вошли французские колониальные войска (28 000 человек) под командованием генерала Форжемоля де Босткенара. После занятия французским отрядом Жюля Эме Бреара Бизерты (1 мая) тунисский бей Мухаммад III ас-Садик, правивший с 1859 года, вступил в переговоры, результатом которых стало заключение 12 мая Бардоского договора об учреждении французского протектората над страной.
Этот шаг вызвал бурю возмущения в стране. По призыву мусульманского духовенства в мае месяце на юге, а затем в Сфаксе вспыхнуло восстание против французской интервенции под лозунгом «священной войны», и вскоре к нему примкнули многие офицеры и солдаты армии бея.
Во главе восстания встал 79-летний шейх Али бен Халифа из племени неффет, но все его попытки наладить порядок и создать единое руководство повстанческими отрядами не дали результата. Этим немедленно воспользовался командующий французских войск генерал Соссье. Город Сфакс был подвергнут бомбардировке французского флота (9 броненосцев) и 16 июля после тяжелых боев был взят французским десантом. Затем в августе французы развернули полномасштабное наступление на центральные и южные районы Туниса. 28 октября 1881 года был взят без боя Кайруан — священный город для североафриканских мусульман.
На помощь французам приходили всё новые и новые подкрепления (32 000 человек) из Алжира и самой метрополии, и до февраля 1882 года они разгромили основные силы восставших, вынудив оставшихся отступить в Сахару.

## Результаты
8 июня 1883 года в пригороде Туниса Ла-Марсе была подписана конвенция, завершившая создание в стране режима французского протектората. Таким образом, Тунис стал французским протекторатом с огромными полномочиями для французов, причем французский резидент одновременно был премьер-министром, контролером государственных финансов и главнокомандующим его вооруженными силами. В 1898 году французы основали важную военно-морскую базу в Бизерте.